# Жан-Батист Санфурш
Жан-Батист Санфурш, Студент Школи образотворчого мистецтва в Парижі і Сімон-Клод Констан-Дюфе. Вчення Констан-Дюфе є символом визначальної ролі історії для архітекторів 19 століття. Нещодавно з’явився набір нотаток з цього семінару, який документує його вчення. У 1860 році Жан-Батист Санфурш став спеціальним агентом, який відповідав за збереження щоденних вкладень, передбачених для регулярності облікових операцій до списку релігійних споруд в Анже. Він оселиться у Віторії-Гастейс в Іспанії, де побудував станцію Віторія-Гастейс. Залізниця прибула в 1862 році в невелике містечко Віторія-Гастейс, коли була відкрита ділянка залізничної лінії Міранда-де-Ебро-Альсасуа, яка з'єднувала Мадрид з французьким кордоном, що обслуговує міста Вальядолід, Бургос, Толоса (Гіпускоа), Ірун Де Андай.  

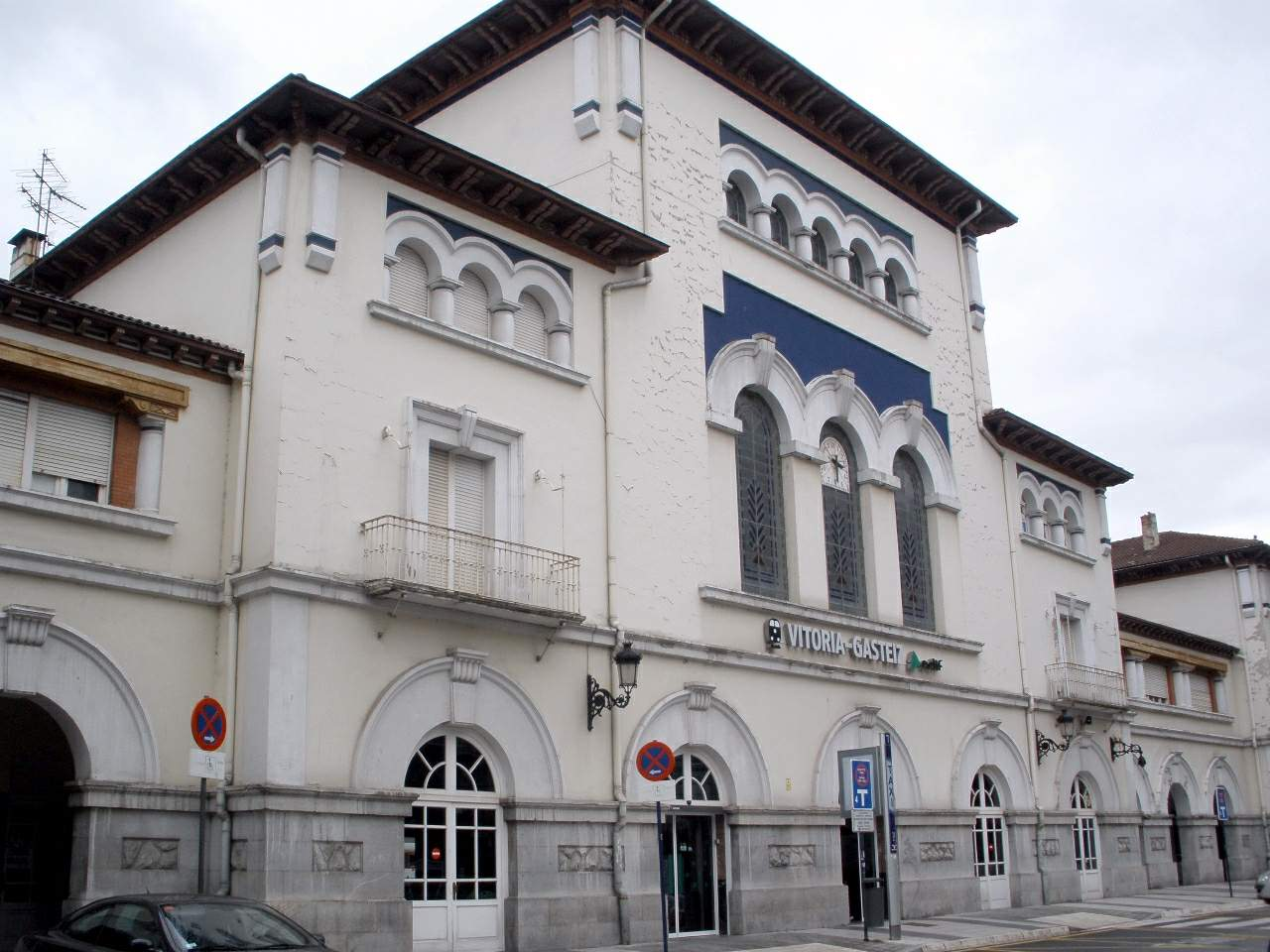
Vitoria-Gasteizin asema.